# Ganonema extensum
Ganonema extensum är en nattsländeart som beskrevs av Martynov 1935. Ganonema extensum ingår i släktet Ganonema och familjen Calamoceratidae. Inga underarter finns listade i Catalogue of Life.